# Athis-Mons
Athis-Mons és un municipi francès, situat al departament d'Essonne i a la regió de l'Illa de França. L'any 1999 tenia 29.427 habitants.
Forma part del cantó d'Athis-Mons i del districte de Palaiseau. I des del 2016, de la divisió Grand-Orly Seine Bièvre de la Metròpoli del Gran París.
Athis-Mons es va formar el 1817 ajuntant dos pobles, Athis (al llarg del Sena) i Mons (a l'altiplà adjacent). L'àrea més baixa del municipi s'anomena comunament Athis-Val.